# Herpsilochmus axillaris
El tiluchí pechicamarillo (Herpsilochmus axillaris), también denominado hormiguerito pechiamarillo (en Colombia y Ecuador), hormiguerito de pecho amarillo (en Perú) o tiluchí de pecho amarillo, es una especie de ave paseriforme de la familia Thamnophilidae perteneciente al numeroso género Herpsilochmus. Es nativo de la región andina del noroeste y centro oeste de América del Sur.

## Distribución y hábitat
Se distribuye en dos áreas separadas, ambas a largo de los Andes, en la pendiente occidental en el oeste de Colombia, y en la pendiente oriental desde el sur de Colombia, por Ecuador, hasta el sureste de Perú. Ver detalles en Subespecies.
Esta especie es poco común en el dosel y en los bordes de selvas húmedas montanas bajas, entre los 800 y 1800 m de altitud.

## Descripción
Mide 11,5 cm de longitud y pesa entre 10 y 13 g. El macho tiene la corona negra punteada de blanco, una larga lista superciliar blanca, las cobertoras de los auriculares manchadas de blanco; por arriba es oliva grisáceo, las alas son negras con destacadas barras blancas; la cola es negruzca con las plumas terminadas en amplias puntas blancas. Por abajo es amarillo pálido, obscurecido de oliva en los flancos. La hembra es como el macho, pero con la corona rufa y por arriba es ligeramente más parduzca.

## Estado de conservación
Esta especie ha sido calificada como amenazada de extinción en grado «vulnerable» por la IUCN, debido a su sensibilidad a la fragmentación y perturbación de su ambiente. Sobre la base de modelos de la futura deforestación de la región, se sospecha que la población de la especie, todavía no cuantificada, irá decaer rápidamente en las tres próximas generaciones, o 14 años.

### Amenazas
La principal amenaza a esta especie es la pérdida de hábitat resultante de la deforestación acelerada para colonización humana, agricultura y aprovechamiento de maderas. La especie es considerada altamente sensible a la perturbación humana, y, por lo tanto, se espera que sufra de forma aguda los resultados de la fragmentación de los bosques.

### Acciones de conservación
No se conocen acciones específicas. La especie está presente en áreas protegidas, como el parque nacional Podocarpus y el parque nacional Sumaco Napo-Galeras, en Ecuador, y la reserva de la Biosfera y parque nacional Manu, en Perú.

## Comportamiento
Se comporta de forma similar a otros Herpsilochmus forestales. Usualmente forrajea en pareja, en las altas copas de los árboles, con preferencia por el follaje de las ramas externas. Frecuentemente se junta a bandada mixtas de alimentación de otras aves insectívoras, pero también frugívoras.

### Alimentación
Su dieta consiste de varios tipos de insectos, posiblemente también de arañas.

### Reproducción
No se sabe casi nada de sus hábitos reproductivos. Hay registro de una hembra pronta para depositar sus huevos en el mes de marzo, en Perú.

### Vocalización
El canto es una serie simple de trinados alegres (alrededor de 30 notas en 2 segundos), cuyo timbre desciende regularmente, por ejemplo «trii-ii-ii-ii-ii-ii-iu».

## Sistemática

### Descripción original
La especie H. axillaris fue descrita por primera vez por el ornitólogo suizo Johann Jakob von Tschudi en 1844 bajo el nombre científico Thamnophilus axillaris; localidad tipo «Perú».

### Etimología
El nombre genérico masculino «Herpsilochmus» proviene del griego «herpō»: reptar, arrastrarse y «lokhmē»: matorral, chaparral; significando «que se arrastra por el matorral»; y el nombre de la especie «axillaris», del latín «relativo a las axilas».

### Taxonomía
Las relaciones de parentesco con las otras especies de su género no están claras. Las diferencias de plumaje entre las subespecies aequatorialis y puncticeps son poco entendidas.

### Subespecies
Según las clasificaciones del Congreso Ornitológico Internacional (IOC) (Versión 7.1, 2017) y Clements Checklist v.2016, se reconocen 4 subespecies, con su correspondiente distribución geográfica:
- Herpsilochmus axillaris senex Bond & Meyer de Schauensee, 1940 – Andes occidentales y centrales en el oeste de Colombia (Risaralda al sur hasta Cauca).
- Herpsilochmus axillaris aequatorialis Taczanowski & Berlepsch, 1885 – pendiente oriental de los Andes en el este de Ecuador y  norte de Perú (al norte del río Marañón).
- Herpsilochmus axillaris puncticeps Taczanowski, 1882 – centro este de Perú al sur del río Marañón (hacia el sur hasta Junín).
- Herpsilochmus axillaris axillaris (Tschudi, 1844) – pendiente oriental de los Andes en el sureste de Perú (Cuzco hacia el este hasta Puno).